# ذو الفغرة اللا مزوية
ذو الفُغْرَة اللا مَزوِّية (الاسم العلمي: Agonostomus)، جنس أسماك بحرية من فصيلة البياحيات.
تعتبر هذه الاسماك الأكثر بدائية من البياحيات. هي بشكل عام أسماك بحرية، على الرغم من أنها تقضي معظم حياتها في المياه العذبة. توجد في المحيط الهندي.

## الأنواع
يضم الجنس نوعان
- Agonostomus catalai Pellegrin, 1932 – بياح قمري
- Agonostomus telfairii إدوارد تورنر بينيت, 1832 – بياح جني